# Heinz Schubel
Heinz Schubel (* 22. Januar 1906 in Langenöls; † 11. Dezember 1997 in Stuttgart) war ein deutscher Grafiker und Illustrator. Zu seinen bekanntesten Arbeiten zählen die Lurchi-Hefte  für den Schuhhersteller Salamander, deren nachhaltigen Erfolg er begründete.

## Leben
Heinz Schubel begann bereits in seiner Kindheit zu zeichnen, sein erklärtes Vorbild war Wilhelm Busch. Im Jahr 1940 erschien das Buch Bock und Beck, der Klassenschreck (Stuttgart 1940), geschrieben von Julie Kniese und illustriert von Heinz Schubel. Die beiden Kinder sind unverkennbar Max und Moritz nachempfunden.
Nach dem Ersten Weltkrieg zog die Familie nach Freiburg im Breisgau, wo er 1920 eine Ausbildung zum Lithographen begann. In den 1920er Jahren arbeitete er vornehmlich für Zeitungsanzeigen, ab den 1930er Jahren gestaltete er auch Plakate und begann Kinderbücher zu illustrieren, seine Auftraggeber waren zum Beispiel der Loewe Verlag und der Josef Scholz-Verlag, Mainz.
1940 wurde Schubel zur Wehrmacht einberufen und diente zunächst in einem Baubataillon. Als man seine künstlerische Begabung entdeckte, wurde er 1942 zur Kartographie versetzt, im weiteren Verlauf des Krieges arbeitete er auch an Flugblättern für die Propaganda. Gegen Kriegsende geriet er an der Ostfront in Gefangenschaft, seine Talente blieben den Sowjets nicht lange verborgen, die ihn dann mit sozialistischer Auftragskunst beschäftigten.
Aus der Kriegsgefangenschaft kehrte Schubel 1950 zurück und arbeitete wieder für Loewe, später auch für den Franz Schneider Verlag, München. Im Jahr 1951 entschloss sich der Schuhhersteller Salamander zur Wiederaufnahme seiner Heftreihe „Lurchis Abenteuer“, die er 1937 begonnen, aber bei Kriegsbeginn wieder eingestellt hatte. Mit der Schaffung neuer Episoden wurde die Druckerei der „Vereinigten Kunstanstalten“ in Kaufbeuren beauftragt, die die Illustrationsarbeit an Heinz Schubel vergab. Er modernisierte das Erscheinungsbild der Serie und zeichnete auch die Vorkriegsepisoden neu. Nach Auflösung der Geschäftsbeziehungen zwischen den „Vereinigten Kunstanstalten“ und „Salamander“ wurde er direkt vom Schuhhersteller beschäftigt. Als der Texter Erwin Kühlewein im Jahr 1964 das Unternehmen verließ, übernahm Schubel auch dessen Aufgaben.
Heinz Schubel setzte mit seinem von der Kinderbuch-Illustration geprägten Stil Maßstäbe, die für seine Nachfolger schwer erreichbar waren. Der Detailreichtum und die sorgfältige Ausarbeitung jedes einzelnen Bildes zeichnen seine Arbeit aus. Neben der Heftserie zeichnete Heinz Schubel auch für verschiedene Merchandising-Produkte verantwortlich. Aus gesundheitlichen Gründen musste er sich 1972 aus dem Erwerbsleben zurückziehen, Heft Nummer 52, das die Olympischen Spiele in München zum Thema hatte, war seine letzte Arbeit an Lurchi.
Mit seiner Ehefrau verbrachte er den Lebensabend zunächst in Esslingen. Größere Beachtung wurde ihm 1994 zuteil, als eine Wanderausstellung des Stadtmuseums Kornwestheim die Lurchi-Serie würdigte. Kurze Zeit später verschied Schubels Ehefrau und er übersiedelte in ein Pflegeheim nach Stuttgart, wo er am 11. Dezember 1997 verstarb.